# منتجع شمشك الدولي
منتجع شمشك الدولي للتزلج هو ثاني أكبر منتجعات إيران للتزلج بعد منتجع ديزين الدولي والذي افتُتِحَ في عام 1958م، ويرتفع عن سطح البحر ب2600 متر ويبلغ طول ميادين التزلج فيه 3000 متر. ويقع في جبال ألبرز الشامخة في قرية شمشك شمال شرق العاصمة الإيرانية طهران فوق مرتفعات دربندسر.

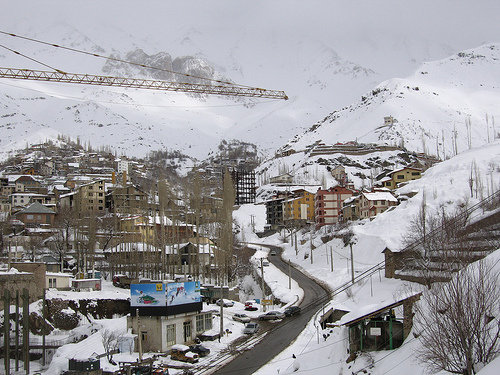
مدينة شمشك

## الموقع
يقع منتجع شمشك على مسافة 57 كيلومتر من شمال شرقي طهران، وهو على مسافة قريبة من قرية شمشك التابعة لبلدة رودبار قصران في مدينة شميرانات. ويمكن الوصول إلى المنتجع عن طرق «لشكرك»، و«زردبند وكرج»، و«كجسر». بلغ ارتفاع أعلى موقع في شمشك 3050 متراً، وأدنى نقطة 26 متراً.

## اهمية المنتجع
يتميز المنتجع باحتضان الثلوج ذات نوعية عالية والقمم المرتفعة بحيث أنّ أعلى قممه يصل ارتفاعها إلى 3050 متراً. إضافةً إلى ذلك لا تقتصر المتعة في منتجع شمشك بالشتاء فقط بل يمكن اعتباره من امثل وأهم معالم إيران ولا سيما طهران للراغبين في رحلات الصيف والربيع وذلك بفضل القرب من العاصمة والطقس المعتدل للغاية والاجواء الطبيعية والمرافق الكاملة للاستمتاع بالأنشطة الرياضية والترفيهية الجذابة.

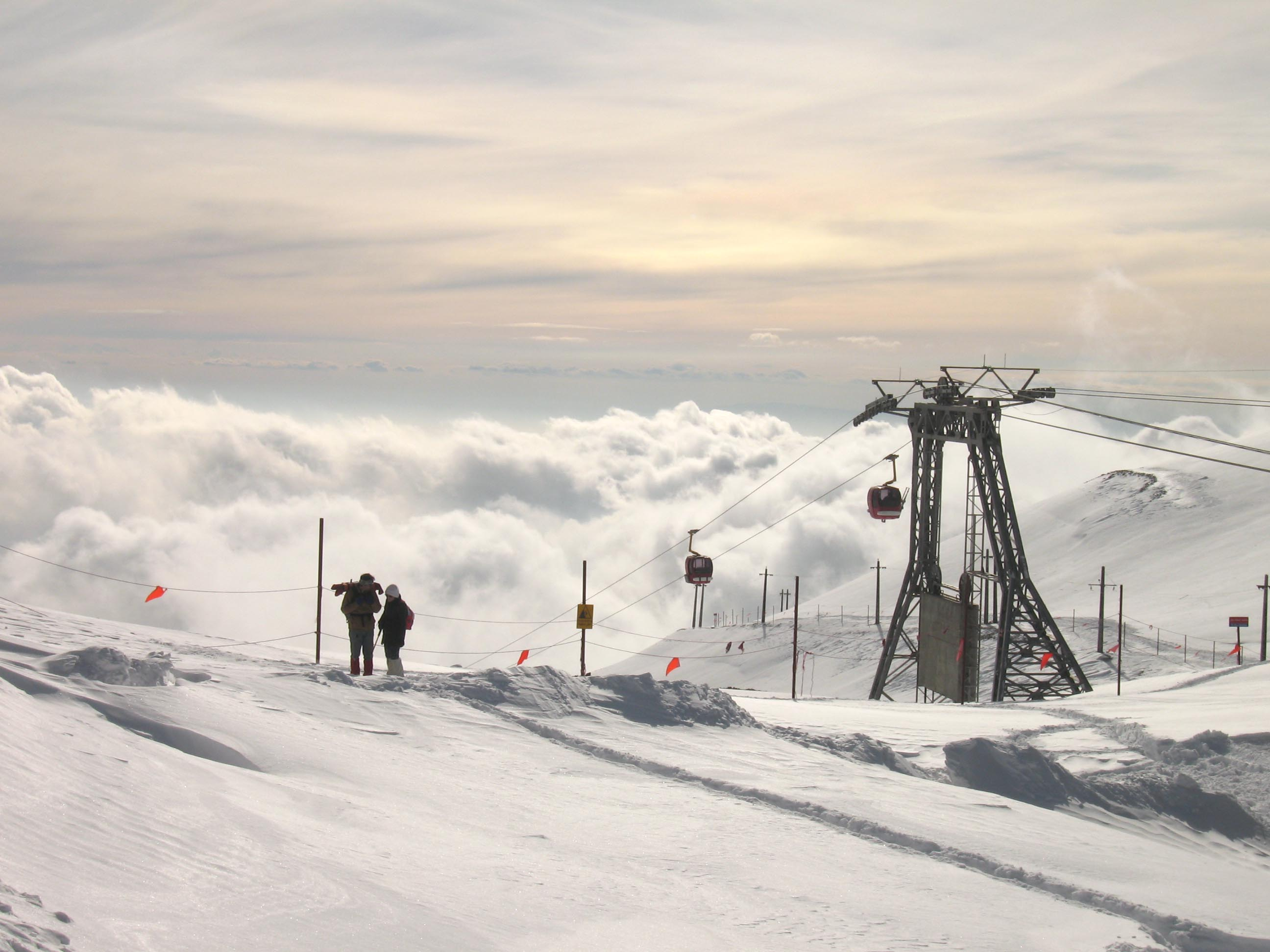

## المرافق
يوجد داخل منتجع شمشك الدولي وسائط نقل تتكون من وحدتين من التلفريك وثلاث وحدات من عربات التزلج من نوع الصحون ووحدتين من نوع المطرقة مثلما يتميز باحتضان الثلوج ذات نوعية عالية والقمم المرتفعة بحيث أنّ أعلى قممه يصل ارتفاعها إلى 3050 متراً.
يوفر منتجع شمشك الدولي لضيوفه ليالي مذهلة بفضل الإضاءات الصفراء المثيرة للإعجاب ليكن بإمكانهم التزلج حتى منتصف الليل كما يضمن لهم الراحة مع تقديم المرافق والخدمات السياحية الكاملة من المطاعم والفنادق للراغبين في المبيت والإقامة والعثور على المزيد من المتعة في اجواء جميلة منها فندق جهانكردي شمشك من فئة النجمتين.